# Karlstads kommuns kulturstipendium till Gustaf Frödings minne
Karlstads kommuns kulturstipendium till Gustaf Frödings minne är Karlstads kommuns officiella kulturstipendium. Stipendiesumman är cirka 100 000 kronor varje år och delas ut till "utövare av kulturell verksamhet, verksam i Karlstads kommun eller om särskilda skäl föreligger även med annan anknytning till kommunen. Även grupp/förening kan ifrågakomma". Stipendiet är uppkallat efter nationalskalden Gustaf Fröding, som föddes på Alsters herrgård i nuvarande Karlstads kommun, men anknytning till hans verk är ingen särskild merit för att få stipendiet.

## Mottagare av stipendiet
- 1990 – Hans Bryntesson, Sven Edén och David Pettersson
- 1991 – Bertil Bengtsson, Elisabeth Boström och Ann-Sofi Nilsson
- 1992 – Bertil Carlsson, Erik Rynefors och Värmlandsteatern
- 1993 – Karin Inde, Stig Torstensson och Stig Tysklind
- 1994 – Dublin Fair och Torvald Svensson
- 1995 – Tommy Edström, Kjell Kvarnevik, Teaterkooperativet Draken och Hans Thyberg
- 1996 – Anders Hedin och Ragnar Magnusson
- 1997 – Jila Mossaed, Benkt Eriksson och Elisabet Härenstam
- 1998 – G.B. Gustafsson, Inger Hallström Stinnerbom och Leif Stinnerbom
- 1999 – Sven-Erik Svensson och Bibbe-Lott Åsbom-Kunze
- 2000 – Birgit Bergman-Blank och Lena Sewall
- 2001 – Johan Backlund och Hans Hiort
- 2002 – Ulf Nordström och Ditte Reijers
- 2003 – Anders Blomqvist, Alf Hevelius och Anita Stjernlöf-Lund
- 2004 – Kaggens Orkester
- 2005 – Carl Olof Berg, Marianne Eriksson och Kjell Fredriksson
- 2006 – Barbro Eriksson och Torbjörn Eriksson
- 2007 – Ann-Catrine Jansson-Bråth, Ulf Bråth och Calevi Tenhovaara
- 2008 – Britt-Marie Insulander och Rikard Wolff
- 2009 – Carina Ekman och Hans Nordenborg
- 2010 – David Liljemark, Eva Akre och Dan Nilsson
- 2011 – Ole Wiggo Bang och Carina Olsson
- 2012 – Barbro Järliden och Erik Gustavson
- 2013 – Studentkörerna Söt Likör och Sällskapet CMB[2][3][4]
- 2014 – ?
- 2015 – ?
- 2016 – Cecilie Nerfont, Christer Nerfont och Värmlands konstförening
- 2017 – Hanna Hellquist och Ulf Malmros
- 2018 – Maria Henriksson Sohlberg och Hans Olsson
- 2019 – Olof Wretling och Visklubben Hallen
- 2020 – Lars Lerin och Duo Danzeros
- 2021 – Sören Dalevi och Marcus-Gunnar Pettersson och Galleri Konst i Karlstad
- 2022 - Berith Sande och Marthe Hem[5]